# 吉川大二郎
吉川 大二郎（きっかわ だいじろう、1901年（明治34年）1月14日 - 1978年（昭和53年）9月25日）は、日本の法学者。専門は民事訴訟法。学位は、法学博士（1947年）（学位論文「保全訴訟における裁判の効力」）。立命館大学名誉教授。元日本弁護士連合会会長。国際法曹協会名誉会長。1971年勲一等瑞宝章受章。

## 人物
戦前から戦後のながきにわたり日本の民事手続法研究と実務をリードした。特に民事執行・保全法に関する研究は吉川がこの分野のパイオニアとされる。そのため吉川の考えは現在の民事執行法・保全法の基本的な考えとなっている。例えば、吉川以前は、保全訴訟において被保全権利の存在は審理の対象ではなかったが、吉川が被保全権利の存在は仮処分命令の発令要件であると唱えて以来、この考えが通説となっている。
吉川は私財を投じて、後進の育成と民事訴訟法学の発展に貢献した。すなわち、吉川は民事訴訟法学会による国際学術交流について、兼子一とともにその費用を負担し、また昭和52年には民事訴訟法学会に1300万円を寄附している。この寄付金は現在は公益財団法人民事紛争処理研究基金として運用されている。
また、自らが会長を務めた日本法律家協会に対しても多額の寄附を行っており、その寄付金は現在も吉川基金として運用されている。
1978年9月25日、食道静脈瘤のため京都桂病院にて死去。77歳。

## 来歴
来歴は以下の通り
- 1901年（明治34年） - 京都市に生まれる。
- 1921年（大正10年） - 第三高等学校卒業。
- 1924年（大正13年） - 京都帝国大学法学部卒業。
- 1927年（昭和10年） - 岡山、奈良、大阪地裁判事を歴任(1933年（昭和8年）まで)。
- 1934年（昭和 9年） - 弁護士登録。
- 1935年（昭和10年） - 立命館大学教授。
- 1942年（昭和17年） - 立命館大学教授を辞任。吉川法律事務所（現きっかわ法律事務所）を設立。
- 1946年（昭和21年） - 司法試験考査委員(民事訴訟法)(1973年（昭和48年）まで)。
- 1947年（昭和22年） - 立命館大学教授に復帰。法学博士、学位論文「保全訴訟における裁判の効力」)。
- 1955年（昭和30年） - 大阪弁護士会会長。日本法律家協会理事、法制審議会委員。
- 1957年（昭和34年） - 日本弁護士連合会会長
- 1966年（昭和41年） - 立命館大学名誉教授。
- 1969年（昭和44年） - 日本法律家協会会長。
- 1970年（昭和45年） - 国際法曹協会名誉会長。
- 1971年（昭和46年） - 勲一等瑞宝章。
- 1978年（昭和53年） - 死去。

## 著作

### 単著
- 『強制執行法競賣法』（三笠書房、1925年）
- 『身元保證法釋義』（大同書院.、1933年）
- 『民事訴訟記録』（立命館大学出版部、1935年）
- 『保全處分の研究』（弘文堂、1937年）
- 『判例民訴教材』（立命館大学出版部、1939年）
- 『保全處分判例研究』（立命館大学出版部、1940年）
- 『保全訴訟の基本問題』（有斐閣、1942年、増補復刻版1952年）
- 『強制執行法』（三笠書房、1942年）
- 『強制執行法の諸問題』（日光書院、1942年）
- 『勞働協約法の研究』（有斐閣、1948年）
- 『強制執行法』（法律文化社、1949年、改訂版1958年）
- 『勞働事件と假處分』（日本評論社、1952年）
- 『判例転付命令法』（日本評論社、1957年）
- 『假處分の諸問題』（有斐閣、1958年、増補版1968年）
- 『判例保全処分』（法律文化社、1959年）
- 『法曹遍歴』（法律文化社、1976年）
- 『假處分の諸問題』（有斐閣、1958年）

### 共著
- 『独占禁止法註釈』（法律文化社、1947年）(大隅健一郎と共著)
- 『民事訴訟法』（評論社、1950年）(山木戸克己と共著)
- 『実務強制執行』（新日本法規出版、1973年）(三谷武司、村上博巳と共著)

### 記念論文集
- 『保全処分の体系 : 吉川大二郎博士還暦記念　上下巻』（法律文化社、1965年）(中田淳一編)
- 『手続法の理論と実践 吉川大二郎博士追悼論集　上下巻』（法律文化社、1980年）(山木戸克己編)